# Saltdal
Saltdal è un comune norvegese della contea di Nordland.